# Timaja
Timaja – żona króla Sparty Agisa II, uwiedziona prawdopodobnie w roku 413 p.n.e. przez Alkibiadesa, z którym miała nieślubnego syna – Leotychidasa. Pytany przez przyjaciół o swój romans z Timają, Alkibiades stwierdził, iż nie uwiódł jej, bo pragnął jej wdzięków, lecz po to, by jego syn został królem Sparty. Chciał bowiem, by królowie spartańscy nie pochodzili już od Heraklesa, lecz od niego samego . 
Bękarta, który narodził się z jej związku z Alkibiadesem, Timaja po kryjomu nazywać miała imieniem swojego kochanka. Agis, który dziesięć miesięcy przed narodzinami dziecka zaprzestał współżycia ze swoją żoną, nie uznał nowonarodzonego za swojego syna. Zrobił to dopiero znacznie później, w obliczu własnej śmierci, bardziej z litości i chęci uniknięcia przyszłych sporów niż z przekonania. Leotychidas jednak nie został ostatecznie uznany za prawowitego następcę i musiał opuścić Spartę .